# David Pohle
David Pohle (Marienberg, 1624 - Merseburg, 20 december 1695) was een Duitse musicus en barokcomponist.

## Levensloop
Pohle werd opgeleid bij Heinrich Schütz in Dresden, waar hij tot 1650 ook werkzaam was als musicus. In 1648 ging hij samen met zijn broer Samuel tevens aan de slag bij de kapel van hertog Christian I van Saksen-Merseburg. Van 1650 tot 1652 werkte hij in Kassel en vanaf 1653 in Sleeswijk op Slot Gottorf.
In 1660 kreeg Pohle een aanstelling in Halle, waar hij Konzertmeister werd aan het hof van hertog August van Saksen-Weißenfels. Een jaar later werd hij daar tevens Kapellmeister. In Halle trad hij in de voetsporen van Philipp Stolle en werkte hij samen met Johann Beer en organist Christian Ritter. In 1679 volgde een conflict nadat de hertog de nog jonge componist Johann Philipp Krieger als assistent van Pohle had aangesteld. Toen het hof in 1680 werd verplaatst naar Weißenfels, verhuisde Pohle naar Zeitz, waar hij reeds enige jaren kapelmeester was. Aan het hof te Weißenfels werd hij door Krieger opgevolgd.
In 1682 werd Pohle kapelmeester aan het hof van Merseburg, waar hij tot zijn dood zou verblijven.

## Werken
Als componist schreef hij verschillende composities maar geen enkele is tijdens zijn leven uitgegeven. Veel van zijn werken zijn ook verloren gegaan.
In 1650 schreef hij twaalf aria's voor twee stemmen, twee violen en basso continuo op gedichten van Paul Fleming. In de jaren 1663-1664 schreef hij een cyclus cantates op teksten van David Elias Heidenreich, waarvan slechts één stuk bewaard is gebleven: Siehe, es hat überwunden der Löwe. Verder componeerde hij balletsuites en instrumentale sonates waarvan er ruim twintig zijn overgeleverd.
Pohle geldt als erfgenaam van de polyfone traditie. Zijn sonates markeren een vroege ontwikkeling vanuit de canzona, waarbij Pohle zich sterk liet beïnvloeden door Italiaanse violisten - zoals de in Dresden woonachtige Italiaanse violist Carlo Farina - en Franse dansmuziek.
Zijn religieuze, vocale werken worden gekenmerkt door een invloed van zijn leermeester Heinrich Schütz en zijn een schakel tussen Schütz en Johann Sebastian Bach. Pohle geldt als een belangrijke factor in de ontwikkeling van de protestantse kerkcantate.